# Siljengojaureh (Frostvikens socken, Jämtland, 721396-144099)
Siljengojaureh är en sjö i Strömsunds kommun i Jämtland och ingår i Ångermanälvens huvudavrinningsområde.